# WWE・ハードコア王座
WWEハードコア王座（WWE Hardcore Championship）は、WWEが管理、認定していた王座。

## 歴史
もともとはビンス・マクマホンがミック・フォーリー扮するマンカインドに自らが製作したハードコア王座のチャンピオンベルトを手渡したのがキッカケである。ちなみに、このベルトはかつてハルク・ホーガンが王者だった頃にミスター・パーフェクトがハンマーで叩き壊したベルトをガムテープで修理した物であった。
その日、マンカインドはケン・シャムロックを相手に初防衛戦を、タキシード姿で行った。結果はビッグ・ボスマンの援護を受けて見事勝利。
2000年2月24日、ハードコア王座を持っていたクラッシュ・ホーリーがインタビューで、「24時間365日、いつでもどこでも誰でも相手になってやる。」と発言したことがきっかけで、本当にいつでもどこでも誰でも挑戦可能な24時間ルールが組み込まれ、チャンピオンは、いつでもどこでも誰が襲って来るわからないという常に緊迫した状態でいなければならなくなった。過去のチャンピオンは上げるとキリがなく数分・数秒で王者交代や、ショッピングモールや駐車場が王座戦になったりとコミカルな要素満載であった（後に同様の趣向をDDTプロレスリングがアイアンマンヘビーメタル級王座として行っている）。男子だけでなくDIVAのトリッシュ・ストラタスやモーリー・ホーリーも王座を獲得したことがある。
元ECWの選手たちがWWEに合流した際には、彼らの多くがハードコア王座戦線で戦うようになった。
2002年8月19日、RAWのGMを務めるエリック・ビショフがインターコンチネンタル王座との統一を宣言し、8月26日にIC王者のロブ・ヴァン・ダムがハードコア王者のトミー・ドリーマーに勝利しこの王座は消滅した。
現在、ハードコア王座はミック・フォーリーに贈呈され彼が永久保持している。しかし、2019年5月20日『ロウ』で実質上の復活となる24/7王座の新設をミックが発表した。

## ルール
基本的に凶器攻撃などの反則裁定が一切無く、さらにリング上でなくても観客席、試合会場外であろうと、どこでも決着を付けられる。ただし、レフェリーがジャッジして3カウントしないと正式に王座移動は認められない。

## 歴代王者
| 選手                                                           | 戴冠回数 | 獲得日付       | 獲得場所                               |
| -------------------------------------------------------------- | -------- | -------------- | -------------------------------------- |
| マンカインド                                                   | 1        | 1998年11月2日  | テキサス州ヒューストン                 |
| ビッグ・ボスマン                                               | 1        | 1998年11月30日 | メリーランド州ボルチモア               |
| ロード・ドッグ                                                 | 1        | 1998年12月15日 | ワシントン州スポケーン                 |
| ハードコア・ホーリー                                           | 1        | 1999年2月14日  | テネシー州メンフィス                   |
| ビリー・ガン                                                   | 1        | 1999年3月15日  | カリフォルニア州サンノゼ               |
| ハードコア・ホーリー                                           | 2        | 1999年3月28日  | ペンシルベニア州フィラデルフィア       |
| アル・スノー                                                   | 1        | 1999年4月25日  | ロードアイランド州プロビデンス         |
| ビッグ・ボスマン                                               | 2        | 1999年7月25日  | ニューヨーク州バッファロー             |
| アル・スノー                                                   | 2        | 1999年8月22日  | ミネソタ州ミネアポリス                 |
| ビッグ・ボスマン                                               | 3        | 1999年8月24日  | ミズーリ州カンザスシティ               |
| ブリティッシュ・ブルドッグ                                     | 1        | 1999年9月7日   | ニューヨーク州オールバニ               |
| アル・スノー                                                   | 3        | 1999年9月7日   | ニューヨーク州オールバニ               |
| ビッグ・ボスマン                                               | 4        | 1999年10月12日 | アラバマ州バーミングハム               |
| テスト                                                         | 1        | 2000年1月17日  | コネチカット州ニューヘイブン           |
| クラッシュ・ホーリー                                           | 1        | 2000年2月22日  | テネシー州ナッシュビル                 |
| ピート・ガス                                                   | 1        | 2000年3月13日  | ニュージャージー州ニューアーク         |
| クラッシュ・ホーリー                                           | 2        | 2000年3月13日  | ニュージャージー州ニューアーク         |
| タズ                                                           | 1        | 2000年4月2日   | カリフォルニア州アナハイム             |
| ヴィセラ                                                       | 1        | 2000年4月2日   | カリフォルニア州アナハイム             |
| フナキ                                                         | 1        | 2000年4月2日   | カリフォルニア州アナハイム             |
| ロドニー                                                       | 1        | 2000年4月2日   | カリフォルニア州アナハイム             |
| ジョーイ・アブス                                               | 1        | 2000年4月2日   | カリフォルニア州アナハイム             |
| スラッシャー                                                   | 1        | 2000年4月2日   | カリフォルニア州アナハイム             |
| ピート・ガス                                                   | 2        | 2000年4月2日   | カリフォルニア州アナハイム             |
| タズ                                                           | 2        | 2000年4月2日   | カリフォルニア州アナハイム             |
| クラッシュ・ホーリー                                           | 3        | 2000年4月2日   | カリフォルニア州アナハイム             |
| ハードコア・ホーリー                                           | 3        | 2000年4月2日   | カリフォルニア州アナハイム             |
| クラッシュ・ホーリー                                           | 4        | 2000年4月3日   | カリフォルニア州ロサンゼルス           |
| ペリー・サターン                                               | 1        | 2000年4月11日  | フロリダ州タンパ                       |
| タズ                                                           | 3        | 2000年4月11日  | フロリダ州タンパ                       |
| クラッシュ・ホーリー                                           | 5        | 2000年4月11日  | フロリダ州タンパ                       |
| マット・ハーディー                                             | 1        | 2000年4月24日  | ノースカロライナ州ローリー             |
| クラッシュ・ホーリー                                           | 6        | 2000年4月24日  | ノースカロライナ州シャーロット         |
| デイビーボーイ・スミス                                         | 2        | 2000年5月6日   | イギリス・ロンドン                     |
| クラッシュ・ホーリー                                           | 7        | 2000年5月9日   | コネチカット州ニューヘイブン           |
| ゴッドファーザーの娼婦                                         | 1        | 2000年5月15日  | オハイオ州クリーブランド               |
| クラッシュ・ホーリー                                           | 8        | 2000年5月15日  | オハイオ州クリーブランド               |
| ジェラルド・ブリスコ                                           | 1        | 2000年6月6日   | ミシガン州デトロイト                   |
| クラッシュ・ホーリー                                           | 9        | 2000年6月13日  | ミズーリ州セントルイス                 |
| パット・パターソン                                             | 1        | 2000年6月19日  | テネシー州ナッシュビル                 |
| ジェラルド・ブリスコ                                           | 2        | 2000年6月19日  | テネシー州ナッシュビル                 |
| クラッシュ・ホーリー                                           | 10       | 2000年6月25日  | マサチューセッツ州ボストン             |
| スティーブ・ブラックマン                                       | 1        | 2000年6月27日  | コネチカット州ハートフォード           |
| クラッシュ・ホーリー                                           | 11       | 2000年7月2日   | フロリダ州タンパ                       |
| スティーブ・ブラックマン                                       | 2        | 2000年7月2日   | フロリダ州タンパ                       |
| シェイン・マクマホン                                           | 1        | 2000年8月22日  | ルイジアナ州ラファイエット             |
| スティーブ・ブラックマン                                       | 3        | 2000年8月27日  | ノースカロライナ州ローリー             |
| クラッシュ・ホーリー                                           | 12       | 2000年9月24日  | ペンシルベニア州フィラデルフィア       |
| ペリー・サターン                                               | 2        | 2000年9月24日  | ペンシルベニア州フィラデルフィア       |
| スティーブ・ブラックマン                                       | 4        | 2000年9月24日  | ペンシルベニア州フィラデルフィア       |
| レイヴェン                                                     | 1        | 2000年12月22日 | テネシー州チャタヌーガ                 |
| アル・スノー                                                   | 4        | 2001年1月22日  | ルイジアナ州ラファイエット             |
| レイヴェン                                                     | 2        | 2001年1月22日  | ルイジアナ州ラファイエット             |
| K-クイック                                                     | 1        | 2001年2月3日   | ノースカロライナ州グリーンズボロ       |
| クラッシュ・ホーリー                                           | 13       | 2001年2月3日   | ノースカロライナ州グリーンズボロ       |
| レイヴェン                                                     | 3        | 2001年2月3日   | ノースカロライナ州グリーンズボロ       |
| K-クイック                                                     | 2        | 2001年2月4日   | サウスカロライナ州コロンビア           |
| クラッシュ・ホーリー                                           | 14       | 2001年2月4日   | サウスカロライナ州コロンビア           |
| レイヴェン                                                     | 4        | 2001年2月4日   | サウスカロライナ州コロンビア           |
| ハードコア・ホーリー                                           | 4        | 2001年2月8日   | サウスカロライナ州ノースチャールストン |
| レイヴェン                                                     | 5        | 2001年2月8日   | サウスカロライナ州ノースチャールストン |
| ハードコア・ホーリー                                           | 5        | 2001年2月10日  | ミネソタ州セントポール                 |
| レイヴェン                                                     | 6        | 2001年2月10日  | ミネソタ州セントポール                 |
| ハードコア・ホーリー                                           | 6        | 2001年2月11日  | マサチューセッツ州ボストン             |
| アル・スノー                                                   | 5        | 2001年2月11日  | マサチューセッツ州ボストン             |
| レイヴェン                                                     | 7        | 2001年2月11日  | マサチューセッツ州ボストン             |
| スティーブ・ブラックマン                                       | 5        | 2001年2月17日  | アイオワ州シーダーフォールズ           |
| レイヴェン                                                     | 8        | 2001年2月17日  | アイオワ州シーダーフォールズ           |
| スティーブ・ブラックマン                                       | 6        | 2001年2月18日  | ミズーリ州ケープジラード               |
| レイヴェン                                                     | 9        | 2001年2月18日  | ミズーリ州ケープジラード               |
| ビリー・ガン                                                   | 2        | 2001年2月25日  | ネバダ州ラスベガス                     |
| レイヴェン                                                     | 10       | 2001年2月25日  | ネバダ州ラスベガス                     |
| ビッグ・ショー                                                 | 1        | 2001年2月25日  | ネバダ州ラスベガス                     |
| レイヴェン                                                     | 11       | 2001年3月19日  | ニューヨーク州オールバニ               |
| ケイン                                                         | 1        | 2001年4月1日   | テキサス州ヒューストン                 |
| ライノ                                                         | 1        | 2001年4月17日  | テネシー州ナッシュビル                 |
| ビッグ・ショー                                                 | 2        | 2001年5月21日  | カリフォルニア州サンノゼ               |
| クリス・ジェリコ                                               | 1        | 2001年5月28日  | アルバータ州カルガリー                 |
| ライノ                                                         | 2        | 2001年5月28日  | アルバータ州カルガリー                 |
| テスト                                                         | 2        | 2001年6月12日  | メリーランド州ボルチモア               |
| ライノ                                                         | 3        | 2001年6月25日  | ニューヨーク州ニューヨーク             |
| マイク・アッサム                                               | 1        | 2001年6月25日  | ニューヨーク州ニューヨーク             |
| ジェフ・ハーディー                                             | 1        | 2001年7月10日  | アラバマ州バーミングハム               |
| ロブ・ヴァン・ダム                                             | 1        | 2001年7月22日  | オハイオ州クリーブランド               |
| ジェフ・ハーディー                                             | 2        | 2001年8月13日  | イリノイ州シカゴ                       |
| ロブ・ヴァン・ダム                                             | 2        | 2001年8月19日  | カリフォルニア州サンノゼ               |
| カート・アングル                                               | 1        | 2001年9月10日  | テキサス州サンアントニオ               |
| ロブ・ヴァン・ダム                                             | 3        | 2001年9月10日  | テキサス州サンアントニオ               |
| ジ・アンダーテイカー                                           | 1        | 2001年12月9日  | カリフォルニア州サンディエゴ           |
| メイヴェン                                                     | 1        | 2002年2月5日   | カリフォルニア州ロサンゼルス           |
| ゴールダスト                                                   | 1        | 2002年2月25日  | マサチューセッツ州ボストン             |
| アル・スノー                                                   | 6        | 2002年3月11日  | ミシガン州デトロイト                   |
| メイヴェン                                                     | 2        | 2002年3月12日  | オハイオ州クリーブランド               |
| スパイク・ダッドリー                                           | 1        | 2002年3月17日  | オンタリオ州トロント                   |
| ハリケーン                                                     | 1        | 2002年3月17日  | オンタリオ州トロント                   |
| マイティ・モーリー                                             | 1        | 2002年3月17日  | オンタリオ州トロント                   |
| クリスチャン                                                   | 1        | 2002年3月17日  | オンタリオ州トロント                   |
| メイヴェン                                                     | 3        | 2002年3月17日  | オンタリオ州トロント                   |
| レイヴェン                                                     | 12       | 2002年3月26日  | ペンシルベニア州フィラデルフィア       |
| ババ・レイ・ダッドリー                                         | 1        | 2002年4月1日   | ニューヨーク州オールバニ               |
| ウィリアム・リーガル                                           | 1        | 2002年4月6日   | ユタ州ソルトレイクシティ               |
| ゴールダスト                                                   | 3        | 2002年4月7日   | コロラド州デンバー                     |
| レイヴェン                                                     | 14       | 2002年4月7日   | コロラド州デンバー                     |
| ババ・レイ・ダッドリー                                         | 3        | 2002年4月7日   | コロラド州デンバー                     |
| ウィリアム・リーガル                                           | 4        | 2002年4月13日  | テキサス州オデッサ                     |
| スパイク・ダッドリー                                           | 3        | 2002年4月13日  | テキサス州オデッサ                     |
| ゴールダスト                                                   | 5        | 2002年4月13日  | テキサス州オデッサ                     |
| ババ・レイ・ダッドリー                                         | 5        | 2002年4月13日  | テキサス州オデッサ                     |
| ウィリアム・リーガル                                           | 5        | 2002年4月14日  | テキサス州アビリーン                   |
| スパイク・ダッドリー                                           | 4        | 2002年4月14日  | テキサス州アビリーン                   |
| ゴールダスト                                                   | 6        | 2002年4月14日  | テキサス州アビリーン                   |
| ババ・レイ・ダッドリー                                         | 6        | 2002年4月14日  | テキサス州アビリーン                   |
| レイヴェン                                                     | 15       | 2002年4月15日  | テキサス州カレッジステーション         |
| トミー・ドリーマー                                             | 1        | 2002年4月15日  | テキサス州カレッジステーション         |
| スティーブン・リチャーズ                                       | 1        | 2002年4月15日  | テキサス州カレッジステーション         |
| ババ・レイ・ダッドリー                                         | 7        | 2002年4月15日  | テキサス州カレッジステーション         |
| ゴールダスト                                                   | 7        | 2002年4月19日  | ニューヨーク州ユニオンデール           |
| レイヴェン                                                     | 16       | 2002年4月19日  | ニューヨーク州ユニオンデール           |
| ババ・レイ・ダッドリー                                         | 8        | 2002年4月19日  | ニューヨーク州ユニオンデール           |
| ゴールダスト                                                   | 8        | 2002年4月20日  | アイオワ州デモイン                     |
| レイヴェン                                                     | 17       | 2002年4月20日  | アイオワ州デモイン                     |
| ババ・レイ・ダッドリー                                         | 9        | 2002年4月20日  | アイオワ州デモイン                     |
| スティーブン・リチャーズ                                       | 2        | 2002年4月29日  | ニューヨーク州バッファロー             |
| トミー・ドリーマー                                             | 2        | 2002年5月1日   | ドイツ・ケルン                         |
| ゴールダスト                                                   | 9        | 2002年5月1日   | ドイツ・ケルン                         |
| スティーブン・リチャーズ                                       | 3        | 2002年5月1日   | ドイツ・ケルン                         |
| ショーン・スタージャック                                       | 1        | 2002年5月2日   | スコットランド・グラスゴー             |
| ジャスティン・クレディブル                                     | 1        | 2002年5月2日   | スコットランド・グラスゴー             |
| クラッシュ・ホーリー                                           | 15       | 2002年5月2日   | スコットランド・グラスゴー             |
| スティーブン・リチャーズ                                       | 4        | 2002年5月2日   | スコットランド・グラスゴー             |
| ショーン・スタージャック                                       | 2        | 2002年5月2日   | スコットランド・グラスゴー             |
| スティーブン・リチャーズ                                       | 5        | 2002年5月2日   | スコットランド・グラスゴー             |
| クラッシュ・ホーリー                                           | 16       | 2002年5月3日   | イングランド・バーミンガム             |
| スティーブン・リチャーズ                                       | 6        | 2002年5月3日   | イングランド・バーミンガム             |
| ブッカー・T                                                    | 1        | 2002年5月4日   | イングランド・ロンドン                 |
| クラッシュ・ホーリー                                           | 17       | 2002年5月4日   | イングランド・ロンドン                 |
| ブッカー・T                                                    | 2        | 2002年5月4日   | イングランド・ロンドン                 |
| スティーブン・リチャーズ                                       | 7        | 2002年5月4日   | イングランド・ロンドン                 |
| ババ・レイ・ダッドリー                                         | 10       | 2002年5月6日   | コネチカット州ハートフォード           |
| レイヴェン                                                     | 18       | 2002年5月6日   | コネチカット州ハートフォード           |
| ジャスティン・クレディブル                                     | 2        | 2002年5月6日   | コネチカット州ハートフォード           |
| クラッシュ・ホーリー                                           | 18       | 2002年5月6日   | コネチカット州ハートフォード           |
| トリッシュ・ストラタス                                         | 1        | 2002年5月6日   | コネチカット州ハートフォード           |
| スティーブン・リチャーズ                                       | 8        | 2002年5月6日   | コネチカット州ハートフォード           |
| トミー・ドリーマー                                             | 3        | 2002年5月25日  | マニトバ州ウィニペグ                   |
| レイヴェン                                                     | 19       | 2002年5月25日  | マニトバ州ウィニペグ                   |
| スティーブン・リチャーズ                                       | 9        | 2002年5月25日  | マニトバ州ウィニペグ                   |
| トミー・ドリーマー                                             | 4        | 2002年5月26日  | アルバータ州レッドディア               |
| レイヴェン                                                     | 20       | 2002年5月26日  | アルバータ州レッドディア               |
| スティーブン・リチャーズ                                       | 10       | 2002年5月26日  | アルバータ州レッドディア               |
| テリー                                                         | 1        | 2002年5月26日  | アルバータ州エドモントン               |
| スティーブン・リチャーズ                                       | 11       | 2002年5月26日  | アルバータ州エドモントン               |
| トミー・ドリーマー                                             | 5        | 2002年6月2日   | ルイジアナ州ニューオーリンズ           |
| レイヴェン                                                     | 21       | 2002年6月2日   | ルイジアナ州ニューオーリンズ           |
| スティーブン・リチャーズ                                       | 12       | 2002年6月2日   | ルイジアナ州ニューオーリンズ           |
| ブラッドショー                                                 | 1        | 2002年6月3日   | テキサス州ダラス                       |
| レイヴェン                                                     | 22       | 2002年6月22日  | オハイオ州シンシナティ                 |
| スパイク・ダッドリー                                           | 5        | 2002年6月22日  | オハイオ州シンシナティ                 |
| ショーン・スタージャック                                       | 3        | 2002年6月22日  | オハイオ州シンシナティ                 |
| ブラッドショー                                                 | 2        | 2002年6月22日  | オハイオ州シンシナティ                 |
| ショーン・スタージャック                                       | 4        | 2002年6月28日  | ワシントンD.C.                         |
| スパイク・ダッドリー                                           | 6        | 2002年6月28日  | ワシントンD.C.                         |
| スティーブン・リチャーズ                                       | 13       | 2002年6月28日  | ワシントンD.C.                         |
| ブラッドショー                                                 | 3        | 2002年6月28日  | ワシントンD.C.                         |
| ショーン・スタージャック                                       | 5        | 2002年6月29日  | ニューヨーク州ニューヨーク             |
| スパイク・ダッドリー                                           | 7        | 2002年6月29日  | ニューヨーク州ニューヨーク             |
| スティーブン・リチャーズ                                       | 14       | 2002年6月29日  | ニューヨーク州ニューヨーク             |
| ブラッドショー                                                 | 4        | 2002年6月29日  | ニューヨーク州ニューヨーク             |
| レイヴェン                                                     | 23       | 2002年6月30日  | コネチカット州アンカスビル             |
| クラッシュ・ホーリー                                           | 19       | 2002年6月30日  | コネチカット州アンカスビル             |
| スティーブン・リチャーズ                                       | 15       | 2002年6月30日  | コネチカット州アンカスビル             |
| ブラッドショー                                                 | 5        | 2002年6月30日  | コネチカット州アンカスビル             |
| スティーブン・リチャーズ                                       | 16       | 2002年7月6日   | メリーランド州フレデリック             |
| クラッシュ・ホーリー                                           | 20       | 2002年7月6日   | メリーランド州フレデリック             |
| クリストファー・ノインスキー                                   | 1        | 2002年7月6日   | メリーランド州フレデリック             |
| ブラッドショー                                                 | 6        | 2002年7月6日   | メリーランド州フレデリック             |
| スティーブン・リチャーズ                                       | 17       | 2002年7月7日   | ニュージャージー州ワイルドウッド       |
| クラッシュ・ホーリー                                           | 21       | 2002年7月7日   | ニュージャージー州ワイルドウッド       |
| クリストファー・ノインスキー                                   | 2        | 2002年7月7日   | ニュージャージー州ワイルドウッド       |
| ブラッドショー                                                 | 7        | 2002年7月7日   | ニュージャージー州ワイルドウッド       |
| ジャスティン・クレディブル                                     | 3        | 2002年7月12日  | フロリダ州レイクランド                 |
| スパイク・ダッドリー                                           | 8        | 2002年7月12日  | フロリダ州レイクランド                 |
| ビッグ・ショー                                                 | 3        | 2002年7月12日  | フロリダ州レイクランド                 |
| ブラッドショー                                                 | 8        | 2002年7月12日  | フロリダ州レイクランド                 |
| ジャスティン・クレディブル                                     | 4        | 2002年7月13日  | フロリダ州デイトナビーチ               |
| ショーン・スタージャック                                       | 6        | 2002年7月13日  | フロリダ州デイトナビーチ               |
| ブラッドショー                                                 | 9        | 2002年7月13日  | フロリダ州デイトナビーチ               |
| ジャスティン・クレディブル                                     | 5        | 2002年7月14日  | ペンシルベニア州ベスレヘム             |
| ショーン・スタージャック                                       | 7        | 2002年7月14日  | ペンシルベニア州ベスレヘム             |
| ブラッドショー                                                 | 10       | 2002年7月14日  | ペンシルベニア州ベスレヘム             |
| ジョニー・スタンボリー                                         | 1        | 2002年7月15日  | ニュージャージー州イーストラザフォード |
| ブラッドショー                                                 | 11       | 2002年7月15日  | ニュージャージー州イーストラザフォード |
| レイヴェン                                                     | 24       | 2002年7月26日  | テキサス州ヒューストン                 |
| ジャスティン・クレディブル                                     | 6        | 2002年7月26日  | テキサス州ヒューストン                 |
| ショーン・スタージャック                                       | 8        | 2002年7月26日  | テキサス州ヒューストン                 |
| ブラッドショー                                                 | 12       | 2002年7月26日  | テキサス州ヒューストン                 |
| レイヴェン                                                     | 25       | 2002年7月27日  | テキサス州サンアントニオ               |
| ジャスティン・クレディブル                                     | 7        | 2002年7月27日  | テキサス州サンアントニオ               |
| ショーン・スタージャック                                       | 9        | 2002年7月27日  | テキサス州サンアントニオ               |
| ブラッドショー                                                 | 13       | 2002年7月27日  | テキサス州サンアントニオ               |
| レイヴェン                                                     | 26       | 2002年7月28日  | サウスカロライナ州コロンビア           |
| ジャスティン・クレディブル                                     | 8        | 2002年7月28日  | サウスカロライナ州コロンビア           |
| ショーン・スタージャック                                       | 10       | 2002年7月28日  | サウスカロライナ州コロンビア           |
| ブラッドショー                                                 | 14       | 2002年7月28日  | サウスカロライナ州コロンビア           |
| ジェフ・ハーディー                                             | 3        | 2002年7月29日  | ノースカロライナ州グリーンズボロ       |
| ジョニー・スタンボリー                                         | 2        | 2002年7月29日  | ノースカロライナ州グリーンズボロ       |
| トミー・ドリーマー                                             | 6        | 2002年7月29日  | ノースカロライナ州グリーンズボロ       |
| ブラッドショー                                                 | 15       | 2002年8月3日   | フロリダ州マイアミ                     |
| トミー・ドリーマー                                             | 7        | 2002年8月3日   | フロリダ州マイアミ                     |
| ブラッドショー                                                 | 16       | 2002年8月4日   | ペンシルベニア州ピッツバーグ           |
| トミー・ドリーマー                                             | 8        | 2002年8月4日   | ペンシルベニア州ピッツバーグ           |
| ショーン・スタージャック                                       | 11       | 2002年8月9日   | ブリティッシュコロンビア州ケロウナ     |
| スティーブン・リチャーズ                                       | 19       | 2002年8月9日   | ブリティッシュコロンビア州ケロウナ     |
| トミー・ドリーマー                                             | 9        | 2002年8月9日   | ブリティッシュコロンビア州ケロウナ     |
| ショーン・スタージャック                                       | 12       | 2002年8月10日  | ブリティッシュコロンビア州ケロウナ     |
| スティーブン・リチャーズ                                       | 20       | 2002年8月10日  | ブリティッシュコロンビア州ケロウナ     |
| トミー・ドリーマー                                             | 10       | 2002年8月10日  | ブリティッシュコロンビア州ケロウナ     |
| ショーン・スタージャック                                       | 13       | 2002年8月11日  | ブリティッシュコロンビア州バンクーバー |
| スティーブン・リチャーズ                                       | 21       | 2002年8月11日  | ブリティッシュコロンビア州バンクーバー |
| トミー・ドリーマー                                             | 11       | 2002年8月11日  | ブリティッシュコロンビア州バンクーバー |
| レイヴェン                                                     | 27       | 2002年8月17日  | インディアナ州テレホート               |
| ショーン・スタージャック                                       | 14       | 2002年8月17日  | インディアナ州テレホート               |
| トミー・ドリーマー                                             | 12       | 2002年8月17日  | インディアナ州テレホート               |
| ショーン・スタージャック                                       | 15       | 2002年8月18日  | インディアナ州エバンズビル             |
| スティーブン・リチャーズ                                       | 22       | 2002年8月18日  | インディアナ州エバンズビル             |
| トミー・ドリーマー                                             | 13       | 2002年8月18日  | インディアナ州エバンズビル             |
| ブラッドショー                                                 | 17       | 2002年8月19日  | バージニア州ノーフォーク               |
| クラッシュ・ホーリー                                           | 22       | 2002年8月19日  | バージニア州ノーフォーク               |
| ババ・レイ・ダッドリー                                         | 11       | 2002年8月19日  | バージニア州ノーフォーク               |
| トミー・ドリーマー                                             | 14       | 2002年8月19日  | バージニア州ノーフォーク               |
| ロブ・ヴァン・ダム                                             | 4        | 2002年8月26日  | ニューヨーク州ニューヨーク             |
| 2002年8月26日にWWEインターコンチネンタル王座と王座統一して封印 |          |                |                                        |